# Співучасники (фільм, 1983)
«Співучасники» (рос. «Соучастники») — радянський художній фільм Інни Туманян, знятий на Кіностудії ім. М. Горького у 1983 році.

## Сюжет
З ранніх років мандрівний по тюрмах і колоніях Анатолій за кілька місяців до свого звільнення зізнається слідчому, що десять років тому він, в компанії з іншими підлітками, скоїв вбивство. Послідовно і терпляче слідчий виявляє факти старого злочину і шукає можливість допомогти своєму підопічному. Після звільнення з колонії Анатолій, знаходить слідчого Хлєбнікова, який раніше проявив до нього участь, і той намагається допомогти колишньому «зеку» адаптуватися до нового для нього суспільства.

## У ролях
- Леонід Філатов — Сергій Олександрович Хлєбніков, слідчий прокуратури
- Сергій Колтаков — Толя Тредубенко
- Наталія Вількіна — Придубенко, сестра Толі
- Володимир Качан — Георгій Іванович Дьяков, подільник Тредубенка
- Галина Морачова — родичка
- Володимир Стеклов — Циплаков, подільник Тредубенка
- Олександр Феклістов — Крилович, подільник Тредубенка
- Володимир Ануфрієв — подільник Тредубенка
- Яна Друзь — Люся, буфетниця
- Олексій Кузнецов — подільник Тредубенка
- Володимир Смирнов — Коротєєв, міліціонер
- Володимир Шихов — колишній підслідний
- Ян Янакієв — відвідувач в кабінеті у Хлєбнікова

## Знімальна група
- Автор сценарію — Олександр Шпеєр, Інна Туманян
- Режисер — Інна Туманян
- Оператор — Валерій Гінзбург
- Художник — Віктор Сафронов
- Композитор — Євген Геворгян
- Монтаж — Лідія Жучкова